# Mexico (Maine)
Pour les articles homonymes, voir Mexico (homonymie).
Mexico est une ville américaine située dans le Comté d'Oxford, dans le Maine. Selon le recensement de 2020, sa population est de 2 756 habitants.

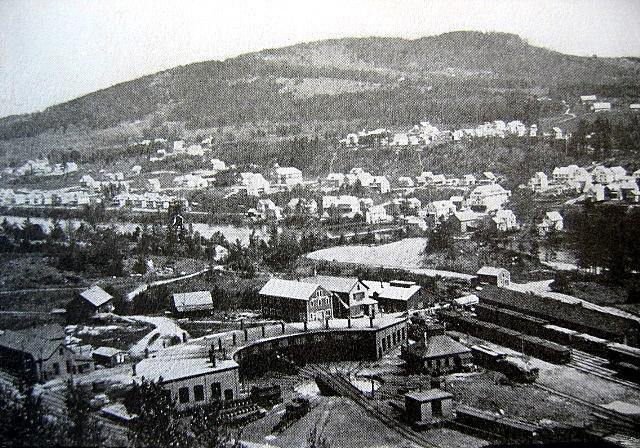
Vue générale de Mexico, vers 1905